# イカロサウルス
イカロサウルス (Icarosaurus、 「イカロスの爬虫類」) はアメリカ・ニュージャージー州のLockatong累層下部（ノール階）から発見された、三畳紀後期に生息していたKuehneosauridae（クエーネオサウルス科：仮訳）の絶滅爬虫類。現生のトカゲ類やムカシトカゲに近縁である。尾部・肋骨の一部・片方の前脚・後脚の一部が失われた部分的な骨格を基に記載され、体長（頭から肛門まで）はおよそ10cm である。近縁のクエーネオサウルスのように、皮膚で覆われた非常に伸張した肋骨から成る「翼」を用いて小距離の滑空が可能であった。これらの滑空用飛膜は膨らんだ上面と凹んだ下面を持つことにより、滑空に適した簡単な翼型を形成していた。この様な滑空様式はコエルロサウラヴスや現生のトビトカゲでもみられるが、両者共にイカロサウルスとは近縁ではない。

## 発見と歴史
明確にイカロサウルスに属する唯一の化石は1960年にニュージャージー州のノースバーゲンで、当時十代だったAlfred Siefkerが採石場を探検していた際に偶然に発見された。Siefkerはその標本をニューヨークのアメリカ自然史博物館の科学者の元に持ち込み、同定と保存作業が行われた。この標本は1966年に古生物学者であるエドウィン・ハリス・コルバートによって記載され、コルバートはSiefkerへの献名としてこれをIcarosaurus siefkeri と命名した。
この化石は1980年代後半までアメリカ自然史博物館のコレクションであった。1989年にSiefkerはこの標本の変換を要求し、その後約10年に渡って彼の個人コレクションとされていた。2000年になってSiefkerは、この標本に対する科学的研究が不可能になるのではないかという古生物学者たちの懸念をよそに、競売業者のBonhams & Butterfieldを通してこの標本をサンフランシスコの競売にかけた。この化石は査定価格のわずか半分でしかない167,000ドルでカリフォルニアのDick Spightに売却された。同年、Spightはこのイカロサウルスの模式標本を寄付することによってアメリカ自然史博物館に返還し、この返還を記念してアメリカ自然史博物館は2000年10月7日からこの標本を公開した。